# 和田重郎
和田 重郎（わだ じゅうろう、生年不詳 - 慶応4年1月4日（1868年1月28日））は新選組隊士。名は十郎と記す書物もある。出身は若狭国というが、近江国ともいう。
1864年12月迄の京坂における隊士募集に応じ、入隊。同年12月の編成では、伊東甲子太郎の二番組に所属。行軍録には蟻通勘吾と鈴木三樹三郎の間に名を連ねる。1867年6月10日の幕府召抱えでは、平同士として名を連ねている。
翌年1月4日、鳥羽・伏見の戦いの際、伏見にて戦死。御香宮神社の名簿に名あり。